# El meu avi
«El meu avi» és una havanera catalana composta per Josep Lluís Ortega i Monasterio el 1968 que homenatja els soldats morts en la guerra de Cuba.

## Història
La lletra de la cançó fa referència a un vaixell de guerra, El Català, que en la cançó s'indica que hauria anat a Cuba i al mar de les Antilles hi hauria estat enfonsat (se suposa que l'any 1898, en el transcurs de la guerra de Cuba, però no s'explicita en la lletra) pels americans. Segons la cançó, hi haurien mort el nostramo (patró), el timoner i catorze mariners, tots de Calella de Palafrugell.
Encara que la lletra és una creació literària, el contingut es basa en els records reals de l'avi de l'autor, un coronel retirat, que visqué la guerra personalment. L'obra es podria inspirar en el capità Manuel Deschamps Martínez (Cambre1853 - Canet de Mar 1923), descendent de catalans, que juntament amb el masnoví Salvador Maristany i Sensat va comandar el vapor Montserrat. El Montserrat transportava material de guerra i tropes quan va trencar el bloqueig de la marina de guerra estatunidenca a l'illa de Cuba, i no hi fou enfonsat, sinó que tornà a la península. Pel doble trencament del bloqueig i el transport dels reforços a l'illa, Descamps va ser distingit en el seu temps i, més modernament, l'any 1998 el govern espanyol en va fer dipositar les despulles al Panteón de Marinos Ilustres de San Fernando (Cadis). Entre el 1883 i el 1923 la Compañía Trasatlántica, propietària del Montserrat, tingué també un vapor anomenat Cataluña, però no consta que prengués part en la guerra.
Per la seva popularitat i el seu contingut, a Catalunya es considera un símbol identitari. És, amb diferència, l'havanera més gravada i la que més grups d'havaneres canten.

## Adaptacions
El meu avi ha estat adaptada per a coral i apareix a la pel·lícula Pasión de Hombre de José Antonio de la Loma (1989). El 1992 va ser adaptada en una versió de rumba catalana per grup barceloní Los Manolos, que el mateix grup va cantar a la cerimònia de clausura dels Jocs Olímpics de Barcelona d'aquest mateix any. El 2012 va ser adaptada pel grup de ska "Xeic!" de Rasquera, com a nou senzill i després introduïda al seu disc Batecs a l'any següent. Gairebé la totalitat de colles d'havaneres i moltes corals tenen aquesta peça en repertori; a vegades, hom n'ha fet una petita adaptació a les possibilitats o d'acord amb el criteri estètic del grup.